# Juan León y Castillo
Juan de Lleó i Castillo (Las Palmas de Gran Canaria, 12 d'abril de 1834 - Las Palmas, 14 de juliol de 1912) va ser una de les personalitats més destacades en la vida pública de Gran Canària en la segona meitat del segle XIX i principis del XX, present en una època en la qual es forjava el futur administratiu de l'Arxipèlag Canari.
Es va traslladar amb la seva família a Telde quan tenia dos anys. El 1850 es va traslladar a Madrid per estudiar a l'Escola d'Enginyers, Camins, Canals i Ports fins al 1857. El 1858 va tornar a l'arxipèlag, on es posa sota les ordres de l'enginyer en cap Clavijo i Pou. Va ser l'autor i impulsor, juntament amb el seu germà Fernando León i Castillo, del projecte del Port de la Llum, aprovat el 1862, amb Fernando com a ministre d'Ultramar en el govern de Sagasta. Juan també va formar part del Partit Liberal, al que va acompanyar en la seva carrera política a les Illes.

## Obres

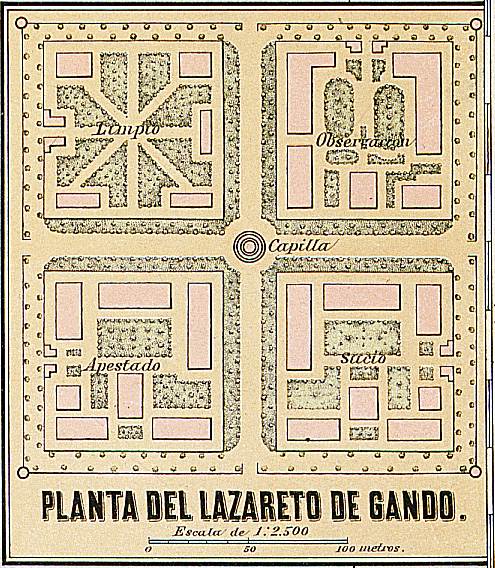
Llatzeret de Gando (1896)

Algunes de les seves obres més destacades com a enginyer cap d'Obres Públiques, van ser:
- Port de la Llum.[3]
- Va aixecar el Lazareto de Gando
- Diversos fars costaners com el Far de Maspalomas.
- Va desenvolupar la construcció de diverses carreteres que van comunicar la capital de Gran Canària amb Telde, Agüimes, Arucas, Teror, Tenoya, etc.
- Autor del túnel més antic de l'illa de Gran Canària, que uneix la capital amb Tenoya, en aquells temps una gran obra d'enginyeria.
- Autor dels projectes dels molls d'Agaete i Sardina, a l'illa de Gran Canària, així com de millores en els de Santa Cruz de Tenerife, Puerto de la Cruz, Arrecife, etc.